# ۱۷ تیر
۱۷ تیر صد و دهمین روز از سال در گاه‌شماری خورشیدی است. به پایان سال ۲۵۵ روز (۲۵۶ روز در سال کبیسه) باقی‌است.

## رویدادها
- ۱۳۱۶ - امضا شدن پیمان سعدآباد
- ۱۳۶۹ - قهرمانی آلمان غربی در جام جهانی ۱۹۹۰
- ۱۳۹۶ - آغاز هجوم ملخ‌ها ۱۳۹۶ کوهرنگ
- ۱۴۰۲ - حمله به کلانتری ۱۶ زاهدان
- ۱۴۰۳ - حادثه ۱۷ تیر ۱۴۰۳ ناوچه سهند کلاس موج

## زادروزها
- ۱۳۳۲ - بهروز بقایی، بازیگر
- ۱۳۵۸ - حامد آهنگی، کمدین

## درگذشتگان
- ۱۲۲۹ - سید علی‌محمد باب، بنیان‌گذار بابیه
- ۱۲۲۹ - محمدعلی زنوزی، از پیروان سید علی‌محمد باب
- ۱۳۶۴ - محمدمهدی ربانی املشی، نماینده استان خراسان در دوره نخست مجلس خبرگان رهبری
- ۱۳۷۴ - ‌سید محمدحسین حسینی طهرانی، فقیه
- ۱۳۸۲ - لاله و لادن بیژنی، دوقلوهای به هم چسبیده
- ۱۳۸۹ - کارو لوکاس، مهندس
- ۱۳۹۵ - بهمن زرین‌پور، بازیگر
- ۱۳۹۹ - غلامرضا سحاب، جغرافی‌دان
- ۱۳۹۹ -احمد رهبری، نماینده حوزه انتخابیه گرمسار در دوره ششم مجلس شورای اسلامی
- ۱۴۰۰ -  فرهود جلالی کندلوسی، شاعر